# Уиттиер (Аляска)
Уи́ттиер (англ. Whittier) — город в штате Аляска, США. Находится в пределах переписного участка Чугач, одного из двух образований, созданных в 2019 году при разделении переписного участка Валдиз—Кордова. Расположен в северо-восточной части полуострова Кенай, на берегу пролива Принца Вильгельма, в 93 км к юго-востоку от Анкориджа. Площадь города составляет 51,0 км², из которых 32,4 км² — суша и 18,6 км² — открытые водные пространства.
Почти все жители города проживают в 14-этажной бывшей армейской казарме, построенной в 1956 году. Здание под названием Башня Бегич (Begich Towers) вмещает полицейский участок, медицинскую клинику, церковь и прачечную.
Уиттиер является портом морского пути Аляски.

## История
Во время Второй мировой войны армия США построила военный лагерь Салливан (Camp Sullivan), включающий порт и железнодорожную станцию, у ледника возле Уиттиера. Отрезок железной дороги до лагеря Салливан был завершен в 1943 году, и порт стал местом отправки солдат Соединённых Штатов на Аляску.
После Второй мировой войны были построены два здания, которые возвышаются над городом. 14-этажное здание «Ходж» (Башня Бегич) было завершено в 1957 году и включает 150 квартир с двумя и тремя спальнями, а также жилые помещения для холостяков. В эту высотку были переселены иждивенцы и служащие государственной службы. Школа Уиттиера была соединена со зданием туннелем у основания западной башни, поэтому ученики могли безопасно попасть в школу во время плохой погоды. Здание было названо в честь полковника Уолтера Уильяма Ходжа, который был инженером-строителем и командиром 93-го инженерного полка на шоссе Алькан.
Другое главное строение в городе, Бакнер Билдинг, было завершено в 1953 году и называлось «Город под одной крышей». Здание Бакнера было заброшено. Башни Бакнера и Бегич когда-то были самыми большими зданиями на Аляске.
В 1964 году город сильно пострадал от цунами, вызванных Великим Аляскинским землетрясением. Во время цунами погибло 13 человек; высота волн достигала 13 м.

## Правительство
Городское правительство состоит из совета из семи членов: мэра и шести членов совета.
В маленьком городе есть три основных отдела: администрация, общественная безопасность и общественные работы.

## География
Уиттиер расположен на 60° 46′27 ″ С. Ш., 148° 40′40 ″ З. Д. Город находится на северо-восточном берегу полуострова Кенай, в начале канала Пассаж, на западной стороне пролива Принс-Уильям. Это в 58 милях (93 км) к юго-востоку от Анкориджа. Попасть в город по суше можно только через тоннель памяти Антона Андерсона, который является самым длинным тоннелем в Северной Америке для железнодорожного и автомобильного транспорта.

### Климат
Уиттиер имеет приполярный океанический климат на изотерме −3 °C и субарктический климат на изотерме 0 °C по классификации климатов Кёппена. В год выпадает до 5450 мм осадков. Это самый влажный город на Аляске и в Соединенных Штатах, где выпадает значительно больше осадков в год, чем в Якутат и Кетчикан, которые являются вторым и третьим по влажности городами на Аляске соответственно. Уиттиер расположен на северной оконечности самого северного тропического леса умеренной зоны.
| Показатель                                | Янв. | Фев. | Март | Апр. | Май  | Июнь | Июль | Авг. | Сен. | Окт. | Нояб. | Дек. | Год  |
| ----------------------------------------- | ---- | ---- | ---- | ---- | ---- | ---- | ---- | ---- | ---- | ---- | ----- | ---- | ---- |
| Абсолютный максимум, °C                   | 12   | 12   | 12   | 19   | 24   | 28   | 29   | 31   | 23   | 22   | 13    | 9    | 31   |
| Средний суточный максимум, °C             | 5,7  | 6,1  | 7,6  | 12,4 | 17,3 | 22,0 | 23,6 | 22,3 | 16,9 | 11,1 | 7,5   | 5,4  | 24,2 |
| Средняя температура, °C                   | −1,9 | −1,5 | 0,2  | 3,8  | 8,2  | 12,1 | 13,9 | 13,3 | 9,6  | 4,2  | −0,1  | −1,1 | 5,1  |
| Средний суточный минимум, °C              | −4,1 | −3,6 | −2,1 | 1,1  | 4,9  | 8,6  | 10,8 | 10,4 | 7,2  | 2,2  | −2,1  | −3,2 | 2,5  |
| Абсолютный минимум, °C                    | −28  | −26  | −21  | −9   | −4   | 2    | 1    | −5   | −18  | −23  | −28   | −28  | −28  |
| Норма осадков, мм                         | 639  | 439  | 402  | 405  | 374  | 263  | 271  | 395  | 566  | 542  | 497   | 657  | 5450 |
| Источник: Western Regional Climate Center |      |      |      |      |      |      |      |      |      |      |       |      |      |

## Население
Уиттиер впервые появился в переписи населения США 1950 года. Он официально зарегистрирован в 1969 году.
| Год переписи                          | Нас. |        | %±     |
| ------------------------------------- | ---- | ------ | ------ |
| 1950                                  | 627  |        | —      |
| 1960                                  | 809  |        | 29%    |
| 1970                                  | 130  |        | −83,9% |
| 1980                                  | 198  |        | 52,3%  |
| 1990                                  | 243  |        | 22,7%  |
| 2000                                  | 182  |        | −25,1% |
| 2010                                  | 220  |        | 20,9%  |
| 2018                                  | 205  | [ 11 ] | −6,8%  |
| 1950–2018 Десятилетняя перепись в США |      |        |        |

По данным переписи 2010 года население города составляет 220 человек, в наличии 313 единиц жилья. Почти все это население проживает в 14-этажных башнях Бегич. Расовый состав: белые — 153 человека; афроамериканцы — 1 человек;коренные американцы — 12 человек; азиаты — 17 человек; жители тихоокеанских островов — 7 человек; другие расы — 1 человек и представители двух и более рас — 29 человек. Лица латиноамериканского происхождения любой расы — 11 человек.

## Транспорт
Имеется гавань и глубоководный порт.

### Аэродром и док для гидросамолетов
Город обслуживается взлётно-посадочной полосой (451 x 18 м), которая, впрочем, не функционирует в холодное время года. На 2005 год в аэропорту базировались 2 одномоторных самолёта. За 12-месячный период, закончившийся 31 декабря 2005 г., в аэропорту было совершено 700 полетов самолетов, в среднем 58 в месяц: 97 процентов авиации общего назначения и 3 процента авиатакси. В городе также есть пристань для гидросамолетов.

### Туннель
По суше в город можно попасть по шоссе Портадж-Глейшер, проходящем через Тоннель памяти Антона Андерсона (Anton Anderson Memorial Tunnel). Туннель Антона Андерсона, известный местным жителям как туннель Уиттиер или туннель Портидж, представляет собой туннель через гору Мейнард. Он соединяет шоссе Сьюард к югу от Анкориджа с Уиттиером и является единственным наземным доступом к городу. Он является частью шоссе Portage Glacier Highway и является вторым по длине (13 300 футов, 4100 м) автомобильным туннелем и самым длинным комбинированным железнодорожным и автомобильным туннелем в Северной Америке.

### Железнодорожное сообщение
Помимо шоссе через тоннель Энтон-Андерсон проходит также и железная дорога. В городе расположен южный терминал Аляскинской железной дороги. Уиттер — это соединение ARRC Alaska Rail с железнодорожными системами в Канаде и 48 "континентальных" штатах (посредством железнодорожного парома).